# 海西海
海西海位于中国云南省大理白族自治州洱源县牛街乡龙门舍坝子，属高原断陷湖泊。湖泊面积2.6平方千米，南北长3.6千米，东西最大宽1.5千米，湖岸线长10千米，平均水深10米，最大水深16米，平均水温13度。集雨面积为59平方千米，海拔为2120.2米。1956年建成水库，正常库容为1280万立方米，总库容2227万立方米。海西海四面环山，仅东部有河口外泄，经弥苴河而流入洱海。